# Gunung Pawoh
Gunung Pawoh är ett berg i Indonesien.   Det ligger i provinsen Aceh, i den västra delen av landet, 1 600 km nordväst om huvudstaden Jakarta. Toppen på Gunung Pawoh är 2 292 meter över havet, eller 80 meter över den omgivande terrängen. Bredden vid basen är 0,95 km.
Terrängen runt Gunung Pawoh är huvudsakligen bergig, men åt nordost är den kuperad. Runt Gunung Pawoh är det mycket glesbefolkat, med 5 invånare per kvadratkilometer. Det finns inga samhällen i närheten. I omgivningarna runt Gunung Pawoh växer i huvudsak städsegrön lövskog.